# 방우선
방우선(方于宣)은 고려 후기의 문신이다. 본관은 온양(溫陽). 초명은 방선로(方宣老), 호는 경재(敬齋)이다.

## 생애
1253년(고종 40년) 개성(開城) 중부(中部) 앵계리(鶯溪里)에서 출생하였다.
1269년(원종 10년) 4월 원부(元傅)가 주관한 국자시(國子試)에 장원으로 합격했다.
1302년(충렬왕 28년) 김원상(金元祥)의 건의로 국학박사(國學博士) 중 육경(六經)에 능통한 자가 있는지 시험할 때, 조간(趙簡)·정선(鄭僐)·설초(薛超) 등과 함께 그 시험관을 맡았다.
1306년(충렬왕 32년) 판예빈시사(判禮賓寺事)·충사관수찬관(充史館修撰官)·지내지(知內旨)로 재직 중 정인경(鄭仁卿)의 묘지명을 지었다.
1307년 직한림원(直翰林院)으로서 조인규(趙仁規)를 따라 원 황제의 생일을 축하하러 갔으며, 1308년 조인규가 죽자 그의 묘지명을 지었다.
1311년(충선왕 3년) 평양윤(平壤尹) 겸 안정도존무사(安定道存撫使)로 임명되었다.
1321년(충숙왕 8년) 배(拜) 첨의중찬(僉議中贊)에 이르러 졸(卒)하였다. 시호(諡號)는 문정(文定)이다. 1321년 5월 갑오(甲午)일에 익성군(益城君) 홍약(洪瀹)이 원(元)나라에서 귀국하여, 앵계리(鶯溪里)에 있는 고인(故人) 사택을 방문하여 시를 지었다.

## 일화
방우선의 국자시 좌주(座主)였던 원부(元傅)가 근무를 마치고 물러 나와 밥을 먹는데, 문생 4~5명이 와서 뵈었다.
원부가 그들에게 자리를 권한 후, “내가 외람되이 재상의 우두머리가 되었으나 재능이 뜻에 미치지 못하는데 많은 사람들의 평판은 어떠한가?”하고 물었다.
다들 감히 대답하지 못했는데, 말석에 있던 방우선(方于宣)이 “사람들이 말하기를 ‘공께서 정치를 하시는 것이 그 성(姓)과 같다.’고 합니다.”라고 대답하니 원부가 크게 웃으며, 방우선에게도 방(方)이라는 성으로 농을 했다고 한다.

## 기타
『동문선』에 그와 관련된 시가 2수 전한다.